# George Stevenson
George Stevenson (4 aprile 1905 – 10 maggio 1990) è stato un calciatore e allenatore di calcio scozzese, di ruolo attaccante.

## Carriera

### Club
Ha trascorso l'intera carriera nel campionato scozzese, vestendo sempre la maglia del Motherwell, club con il quale vincerà un campionato e collezionerà oltre 500 presenze. Ne sarà altresì allenatore per nove anni tra il 1946 e il 1955.

### Nazionale
Ha collezionato 12 presenze con la maglia della nazionale.

## Palmarès

### Giocatore

#### Competizioni nazionali
- Campionato scozzese: 1

Motherwell: 1931-1932

### Allenatore

#### Competizioni nazionali
- Coppa di Scozia: 1

Motherwell: 1951-1952
- Coppa di Lega scozzese: 1

Motherwell: 1950-1951
- Scottish First Division: 1

Motherwell: 1953-1954